# Nationalpark Los Cardones

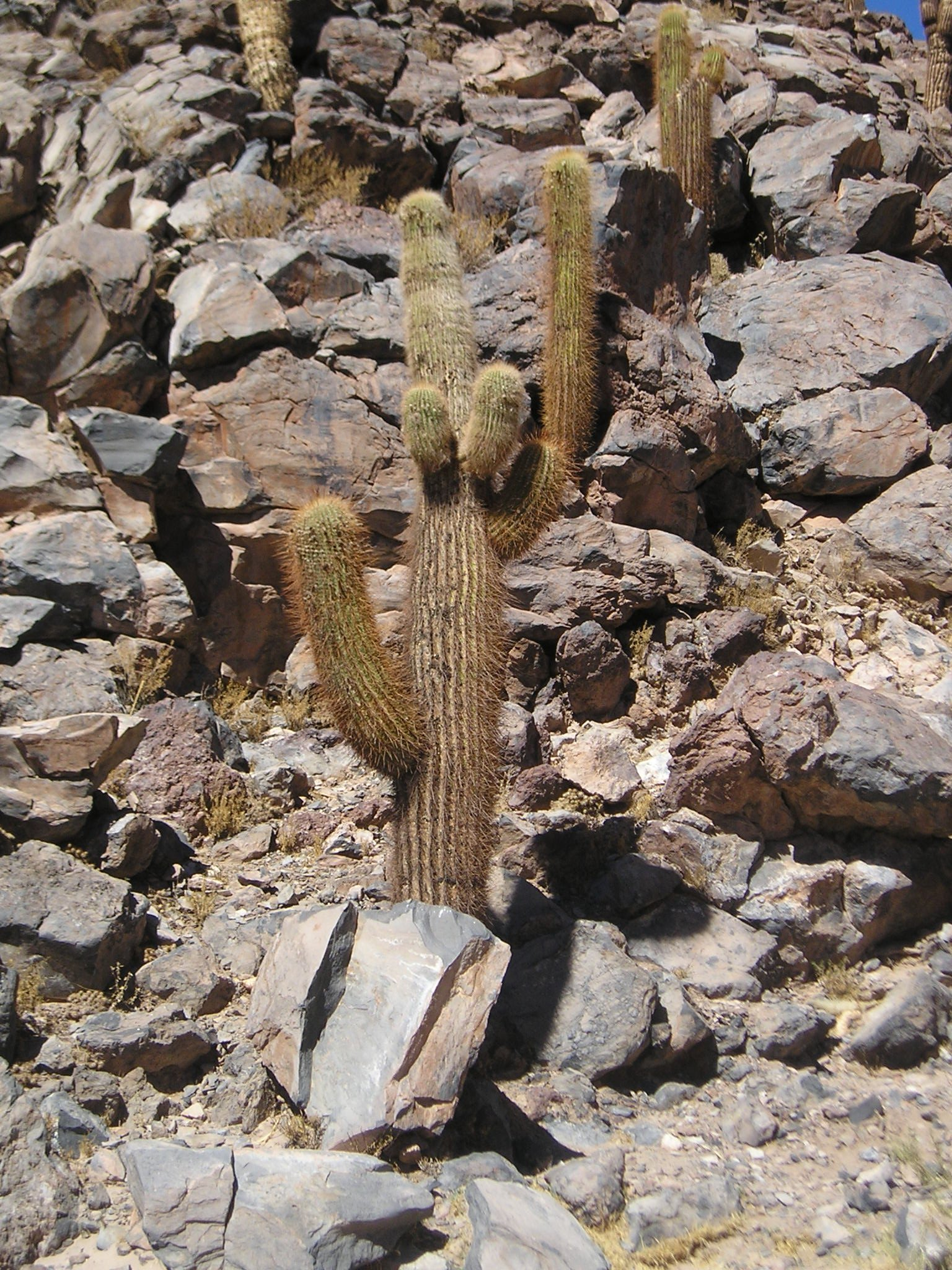
Echinopsis atacamensis

Der Nationalpark Los Cardones (Spanisch parque nacional Los Cardones) ist ein Schutzgebiet im Nordwesten Argentiniens. Der Nationalpark wurde 1996 eröffnet und umfasst ein Gebiet von 641,17 km² zwischen 2700 m und 5000 m. Der Park liegt etwa 100 km südöstlich von Salta, Hauptstadt der gleichnamigen Provinz.
Er wurde nach dem so genannten Cardón (Echinopsis atacamensis) benannt, einer Kakteenart, die in Höhen von bis zu 3400 Meter wächst und während ihrer Lebenszeit von 250 bis 300 Jahren bis zu 12 m groß wird.